# 5è Festival Internacional de Cinema de Berlín
El 5è Festival Internacional de Cinema de Berlín va tenir lloc del 24 de juny al 5 de juliol de 1955.
 El festival d'aquest any no va atorgar cap premi oficial del jurat, sinó que es van atorgar premis per part del públic. Això va continuar fins que la FIAPF va concedir a Berlín el seu "Estatus A" el 1956. L'ós d'Or fou atorgat a Die Ratten pels vots de l'audiència.

## Pel·lícules en competició
Les següents pel·lícules entraren en competició per l'Os d'or i l'Os de Plata:
| Títol                     | Director(s)                | País         |
| ------------------------- | -------------------------- | ------------ |
| Carmen Jones              | Otto Preminger             | Estats Units |
| Continente perduto        | Enrico Gras, Giorgio Moser | Itàlia       |
| Die Ratten                | Robert Siodmak             | RFA          |
| Im Schatten des Karakorum | Eugen Schuhmacher          | RFA          |
| Marcelino, pan y vino     | Ladislao Vajda             | Espanya      |
| Pantomimes                | Paul Paviot                | França       |
| Siam                      | Ralph Wright               | Estats Units |
| The Vanishing Prairie     | James Algar                | Estats Units |
| Zimmerleute des Waldes    | Heinz Sielmann             | RFA          |

## Premis
Els següents premis foren atorgats pels vots de l'audiència:
- Os d'Or: Die Ratten de Robert Siodmak
- Os de Plata: Marcelino, pan y vino de Ladislao Vajda
- Os de Bronze de Berlín: Carmen Jones de Otto Preminger
- Gran Medalla d'Or (Documentals i pel·lícules culturals): The Vanishing Prairie de James Algar
- Gran Medalla de Plata (Documentals i pel·lícules culturals): Continente perduto d'Enrico Gras, Giorgio Moser
- Gran Medalla de Bronze (Documentals i pel·lícules culturals): Im Schatten des Karakorum d'Eugen Schuhmacher
- Petita Medalla d'Or (Curtmetratge): Zimmerleute des Waldes de Heinz Sielmann
- Petita Medalla de Plata (Curtmetratge): Siam de Ralph Wright
- Petita Medalla de Bronze (Curtmetratge): Pantomimes de Paul Paviot